# Tollerton Investments Limited
Tollerton Investments Limited – spółka kontrolowana przez greckiego biznesmena Panosa Germanosa. Jej siedziba znajduje się na Cyprze. Tollerton do 2020 był w posiadaniu pakietu 20,1% udziałów spółki Play. Spółka ta była wcześniej właścicielem polskich sklepów sieci Germanos, zanim zostały one przekonwertowane na salony sieci Play.